# Westwood (Califòrnia)
Westwood és una concentració de població designada pel cens dels Estats Units a l'estat de Califòrnia. Segons el cens del 2000 tenia 1.998 habitants.

## Demografia
Segons el cens del 2000, Westwood tenia 1.998 habitants, 795 habitatges, i 520 famílies. La densitat de població era de 140 habitants/km².
Dels 795 habitatges en un 36,5% hi vivien nens de menys de 18 anys, en un 46,4% hi vivien parelles casades, en un 12,6% dones solteres, i en un 34,5% no eren unitats familiars. En el 28,1% dels habitatges hi vivien persones soles el 10,2% de les quals corresponia a persones de 65 anys o més que vivien soles. El nombre mitjà de persones vivint en cada habitatge era de 2,51 i el nombre mitjà de persones que vivien en cada família era de 3,1.
Per edats la població es repartia de la següent manera: un 31,4% tenia menys de 18 anys, un 6,1% entre 18 i 24, un 26,9% entre 25 i 44, un 24,3% de 45 a 60 i un 11,3% 65 anys o més.
L'edat mediana era de 36 anys. Per cada 100 dones de 18 o més anys hi havia 96,8 homes.
La renda mediana per habitatge era de 24.148 $ i la renda mediana per família de 30.195 $. Els homes tenien una renda mediana de 29.219 $ mentre que les dones 23.646 $. La renda per capita de la població era de 13.178 $. Entorn del 16,7% de les famílies i el 22,5% de la població estaven per davall del llindar de pobresa.

## Poblacions més properes
El següent diagrama mostra les poblacions més properes.